# West Point (Hong Kong)
Pour les articles homonymes, voir West Point.

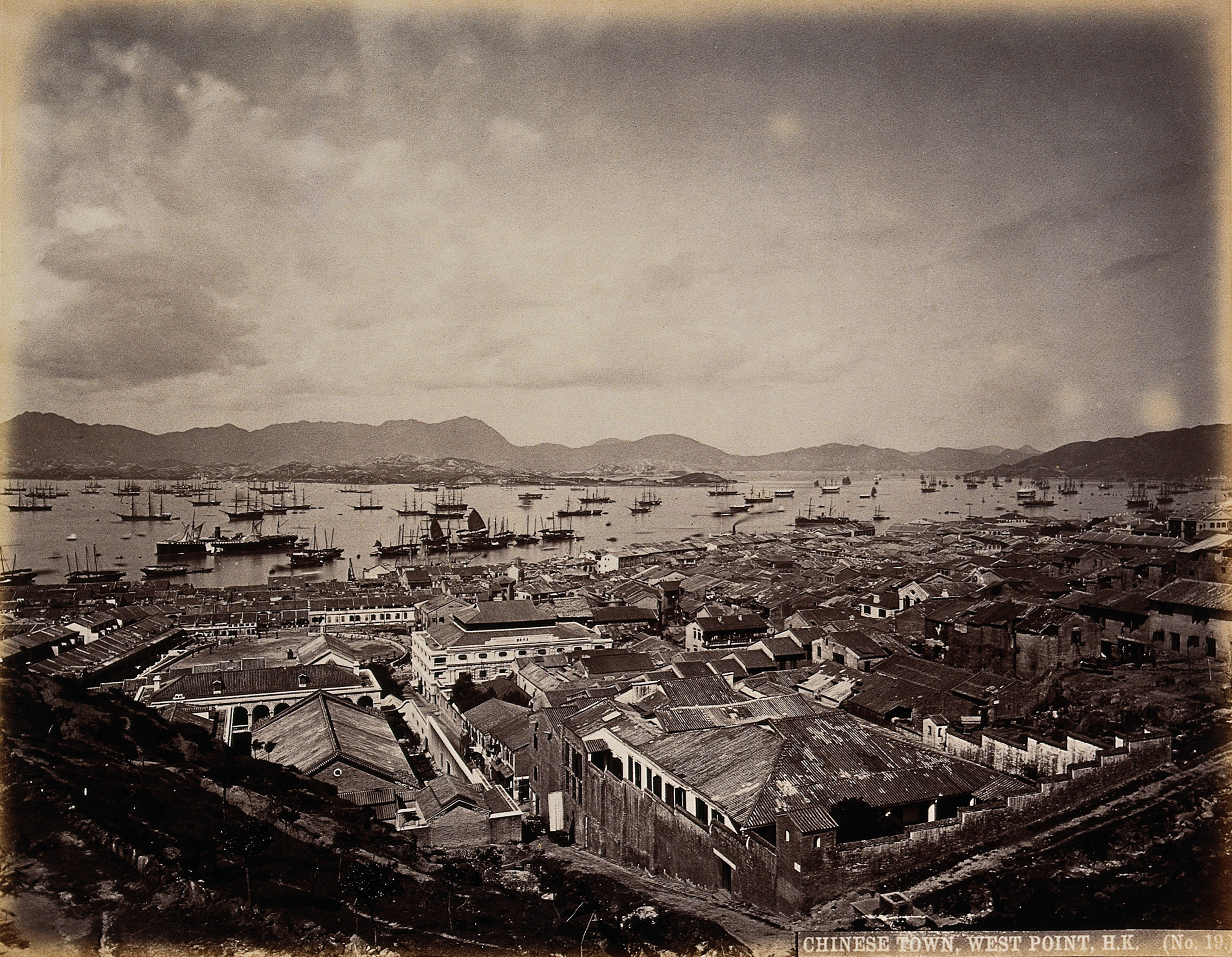
West Point à Hong Kong.

West Point (西角) est un ancien cap de l'île de Hong Kong situé sur la rive de Pok Fu Lam Road (en) et Queen's Road West (en) en 1845, à peu près au croisement de Western Street (en) et Des Voeux Road West (en) près du commissariat de Western. Il s'agissait du point le plus au nord de la moitié ouest de l'île de Hong Kong. En raison de la construction de terre-pleins sur la mer, l'endroit se trouve aujourd'hui à l'intérieur des terres.
Le gouvernement colonial de Hong Kong divisa Victoria en quatre wan (環, « districts »). Tandis que West Point fut localisé dans Sai Wan (en) (district de Western), les principales structures gouvernementales comme le commissariat et le tribunal (magistrature de Western) se trouvaient situées près de West Point. Ainsi, les noms de Sai Wan, du district de Western, de Western et de West Point sont parfois utilisés de manière interchangeable.
L'église anglicane Saint-Stephen située à West Point est fondée par la Church Missionary Society (Church Mission Society) en 1865. Elle est dirigée par le vicaire Fok Tsing-shan (霍靜山, 1851-1918), l'un des premiers ecclésiastiques chinois de Hong Kong, à partir de 1904,.